# Abu l-Qasim (governatore di Nicea)

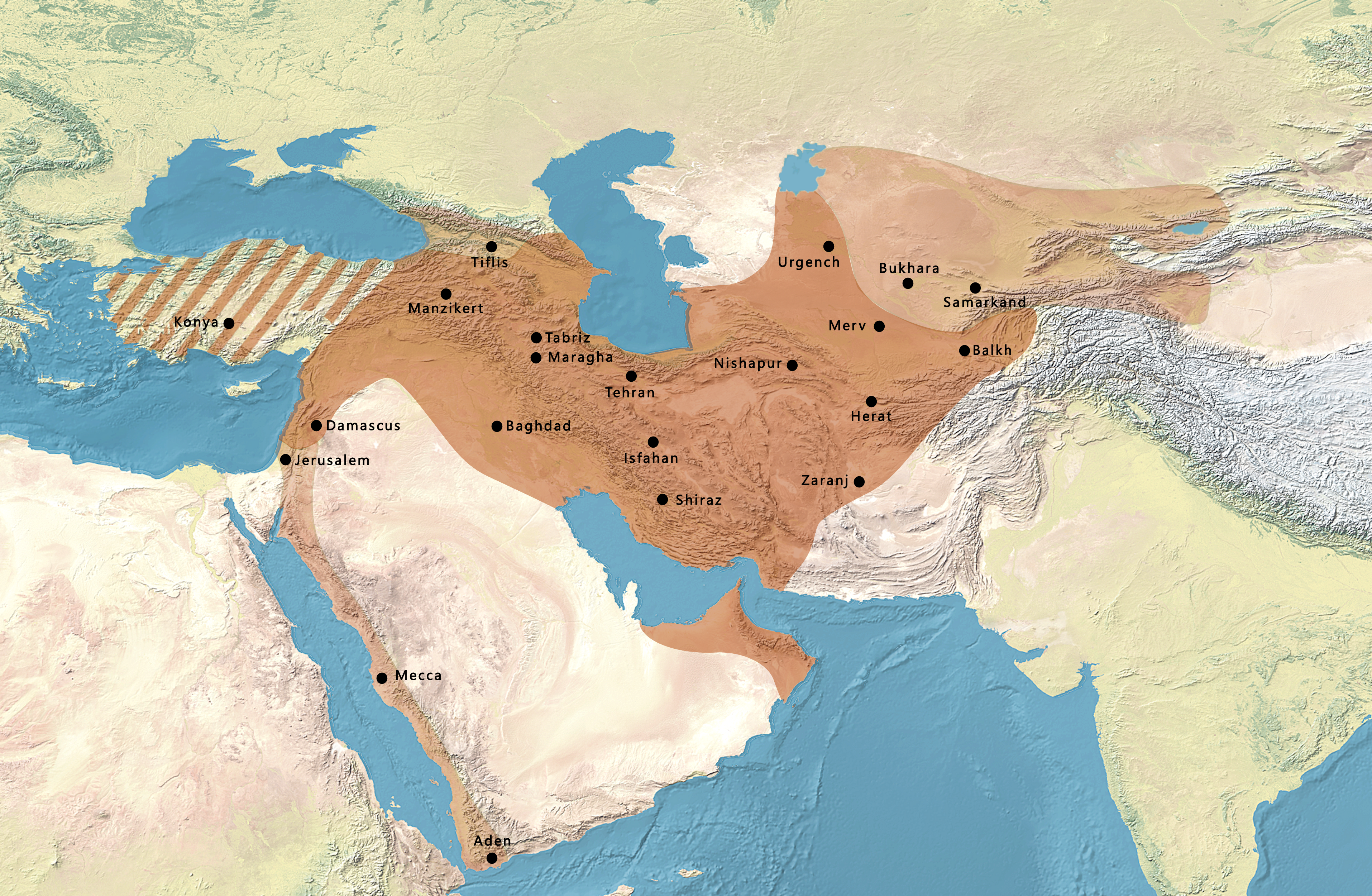
Impero Selgiuchide nel 1090

Abu'l-Qasim (in turco Ebu'l-Kasım; ... – 1092) fu governatore selgiuchide di Nicea, la capitale del Sultanato di Rum, dal 1084 fino alla sua morte nel 1092.

## Biografia
Fu nominato a tale carica da Suleiman ibn Qutulmish e, dopo la morte di quest'ultimo nel 1086, si dichiarò sultano. La sua autorità, tuttavia, era limitata al suo dominio in Bitinia e Cappadocia; la maggior parte del regno selgiuchide anatolico si frammentò in emirati indipendenti o semi-indipendenti come quello guidato da Tzachas di Smirne. Utilizzando il suo controllo della costa anatolica del Mar di Marmara, Abu'l-Qasim per limitare la talassocrazia bizantina nel mar egeo decise di costruire una flotta a Kios. L'imperatore bizantino Alessio I Comneno per evitare che ciò accadesse inviò due dei suoi generali, Manuele Boutoumites e Tatikios, contro di lui. L'esercito di Abu'l-Qasim fu più volte sconfitto, la sua flotta distrutta e lui stesso fu costretto a ritirarsi a Nicea, da dove concluse una tregua con l'imperatore.

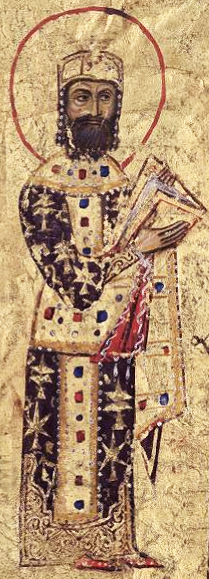
Imperatore Alessio I Comneno